# 麻生钓站
麻生釣站（日语：／ Asozuru eki */?）曾經是一個位於大分縣玖珠郡九重町大字菅原，屬於日本國有鐵道（國鐵）宮原線的鐵路車站（廢站）。

## 相鄰車站
日本國有鐵道
宮原線
寶泉寺－麻生釣－北里